# Wohn- und Wirtschaftsgebäude Worth 1

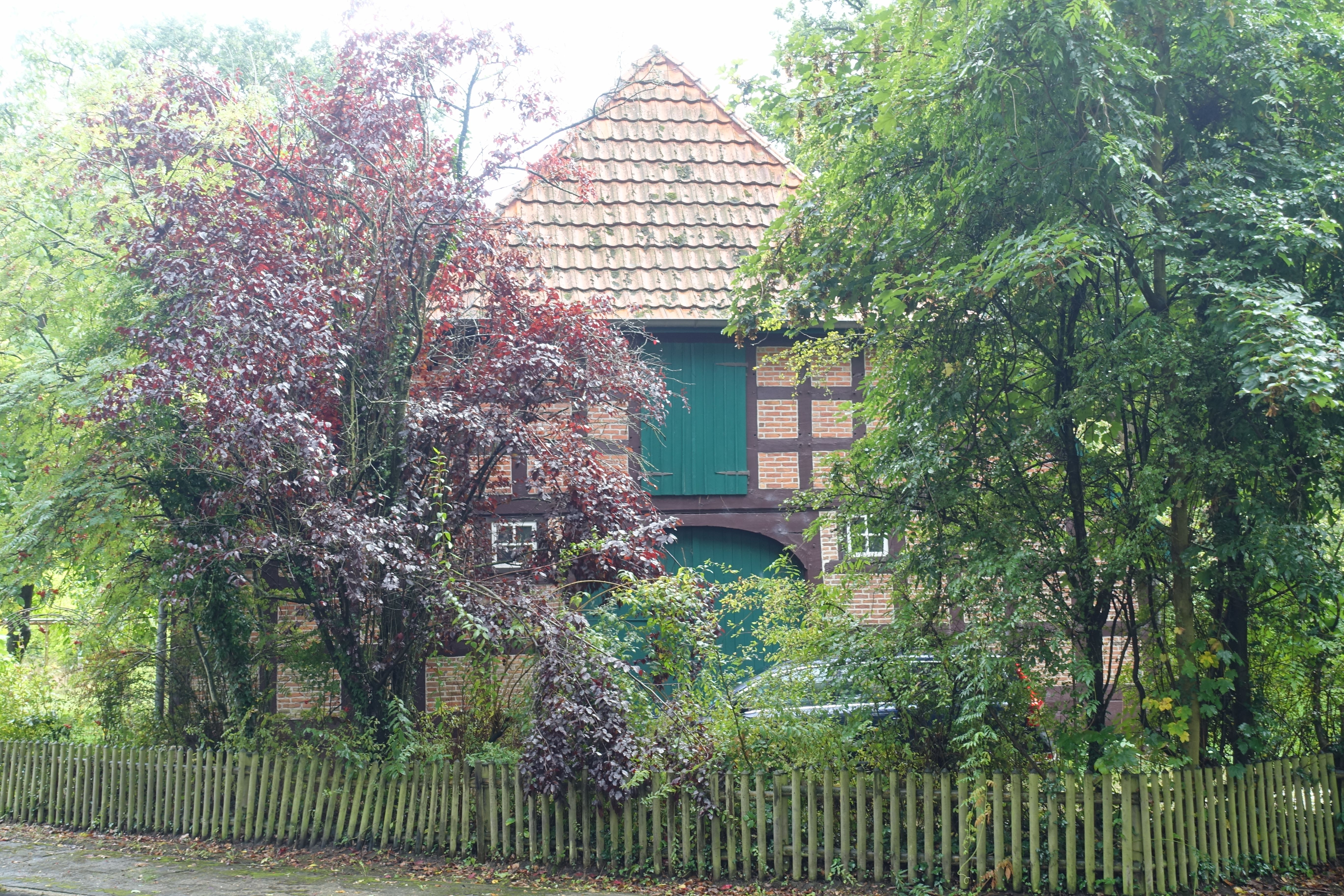
Nordgiebel (2022)

Das Wohn- und Wirtschaftsgebäude Worth 1, Ecke Zur Schnuckenheide, in der niedersächsischen Gemeinde Hemsbünde, Ortsteil Worth, wurde zum Anfang des 19. Jahrhunderts gebaut. Aktuell (2025) wird es zum Wohnen genutzt.
Das Gebäude steht unter Denkmalschutz (siehe auch Liste der Baudenkmale in Hemsbünde).

## Geschichte und Beschreibung
Hemsbünde gehört zur heutigen Samtgemeinde Bothel im Landkreis Rotenburg (Wümme).
Das eingeschossige giebelständige Gebäude als Zweiständer-Hallenhaus in Fachwerk mit Steinausfachungen, ziegelgedecktem Krüppelwalmdach, Ladeluke und Grooter Door mit geradem Abschluss wurde um 1800 gebaut. Der Wirtschaftsgiebel im Sockelbereich wurde verbohlt.
Das Landesdenkmalamt befand u. a.: „… ein regionstypisches Hallenhaus der Zeit um 1800 in Zweiständerkonstruktion ….“